# Station Saint-Junien
Station Saint-Junien is een spoorwegstation in de Franse gemeente Saint-Junien.